# Porcuna
Porcuna és un municipi de la província de Jaén, (Andalusia).
Situada a 42 km de Jaén i 63 km de Còrdova, posseeix una població de 6.915 habitants (INE, 2005).
La seva principal font d'ingressos és la recol·lecció de l'oliva. Entre els principals motius per a la seva visita està la torre de Boabdil, la Casa de la Pedra, el Passeig de Jesús (amb el seu mirador "La Rodona"), l'Església Parroquial de Ntra. Sra. de l'Assumpció i les distintes ermites.
Porcuna és l'antiga Ipolca ibèrica, la posterior Obulco en època romana.
El juliol de 1975 es van trobar en el paratge conegut com a Cerrillo Blanco un important conjunt escultòric d'època ibèrica, del que es van recuperar uns 1.500 fragments. Aquestes escultures de Porcuna poden associar-se a una edificació monumental, que narraria la història d'un llinatge aristocràtic, escultures que van ser mutilades i destruïdes en alguna de les lluites de l'època ibèrica, i traslladades i enterrades a Cerrillo Blanco entorn del segle v aC.